# ألكسندر ناليفكين
ألكسندر ناليفكين هو لاعب كرة قدم روسي في مركز الهجوم، ولد في 18 مارس 1987، وتوفي في 11 يونيو 2013. لعب مع FC Nizhny Novgorod (2007) ‏.

## وصلات خارجية
- ألكسندر ناليفكين على موقع قاعدة بيانات كرة القدم.إي يو (الإنجليزية)
- ألكسندر ناليفكين على موقع Soccerway.com (الإنجليزية)